# Charles Chase (Boxer)
Charles E. Chase (* 18. Februar 1931 in Montreal; † 25. Februar 1997 ebenda) war ein kanadischer Boxer.

## Werdegang
Charles Chase boxte, nahm an den Olympischen Sommerspielen 1952 in Helsinki teil. Im Achtelfinale unterlag er im Halbmittelgewichtsturnier dem späteren Olympiasieger László Papp durch Knockout. Ein Jahr später wurde er Profi und bestritt bis 1972 insgesamt 37 Profikämpfe.